# 49 f.Kr.
| 49 f.Kr.           |
| ------------------ |
| Dødsfald - Fødsler |

## Begivenheder
- 10. januar – Julius Cæsar krydser floden Rubicon med sine soldater og udtaler de berømte ord "Jacta est alea" – "Terningerne er kastet".